# 苗栗縣政府社會處
苗栗縣政府社會處，苗栗縣政府社會處係所屬苗栗縣政府的一級機關。

## 組織

### 業務單位
- 身障服務科
- 兒少及家庭支持科
- 保護服務科
- 社會行政科
- 老人福利科
- 社會救助及工作科
- 婦女及新住民事務科

## 外部連結
- 苗栗縣政府社會處 （页面存档备份，存于）（中文）（英文）
- 苗栗縣輔具資源中心 （页面存档备份，存于）（中文）